# Lateinisches Kaiserreich
Das Lateinische Kaiserreich (offiziell Imperium Romaniae, deutsch Kaiserreich Romanien) ist das 1204 von Kreuzfahrern („Franken“) und Venezianern infolge des Vierten Kreuzzugs installierte Reich, das im Wesentlichen das Gebiet um Konstantinopel sowie Teile Thrakiens, Bithyniens und Nordwest-Kleinasiens umfasste. Das als Lehnsverband konstituierte Reich bestand bis 1261.

## Geschichte
Im März 1204, einen Monat vor der Einnahme Konstantinopels, schlossen Venezianer und Franken einen formellen Vertrag über die Aufteilung des Byzantinischen Reichs (die sogenannte partitio terrarum imperii Romaniae). Man einigte sich u. a. auf die Plünderung der Stadt zur Begleichung der fränkischen Schulden sowie auf die Einrichtung eines „lateinischen“ Reichs (im Gegensatz zum „griechischen“, byzantinischen), an dessen Spitze ein von je sechs fränkischen und venezianischen Wahlmännern ernannter Kaiser stehen sollte. Nach der Eroberung der byzantinischen Hauptstadt am 13. April 1204 trat der Vertrag in Kraft. Die Wahl zum ersten Kaiser fiel unerwartet auf Balduin von Flandern, da eigentlich Bonifatius von Montferrat als Anführer des Kreuzzugs galt.
Mit Balduin wurde ein erfahrener Heerführer gewählt, dem aber aus Rücksicht auf venezianische Interessen nicht die Mittel eingeräumt wurden, um eine starke Zentralmacht zu errichten. Formal unterstanden dem Kaiser auch die Gebiete des Königreichs Thessaloniki, des Herzogtums Archipelagos und der lateinischen Fürstentümer auf dem Peloponnes.

Bald schon zeigten sich die Schwächen des neuen Staates, in dem vor allem Franzosen und Venezianer die Macht ausübten: Weder gelang es, das gesamte ehemalige byzantinische Gebiet zu sichern (nur auf der Peloponnes und im Umland der Hauptstadt gelang dies effektiv, während Venedig sich ein Kolonialreich in der Ägäis aufbaute), noch konnte verhindert werden, dass sich rasch byzantinische Nachfolgestaaten bildeten (Kaiserreich Nikaia, Despotat Epirus), zumal das Kaiserreich Trapezunt sich schon 1185 unabhängig gemacht hatte, ebenso wie Zypern. Zudem fielen in Thrakien die Bulgaren ein, die von der byzantinisch-orthodoxen Bevölkerung als Befreier begrüßt wurden. Im Innern erlangte die am Goldenen Horn gelegene venezianische Kolonie die wirtschaftliche Vorherrschaft und bildete einen vom Kaiser beinahe unabhängigen Staat im Staate.

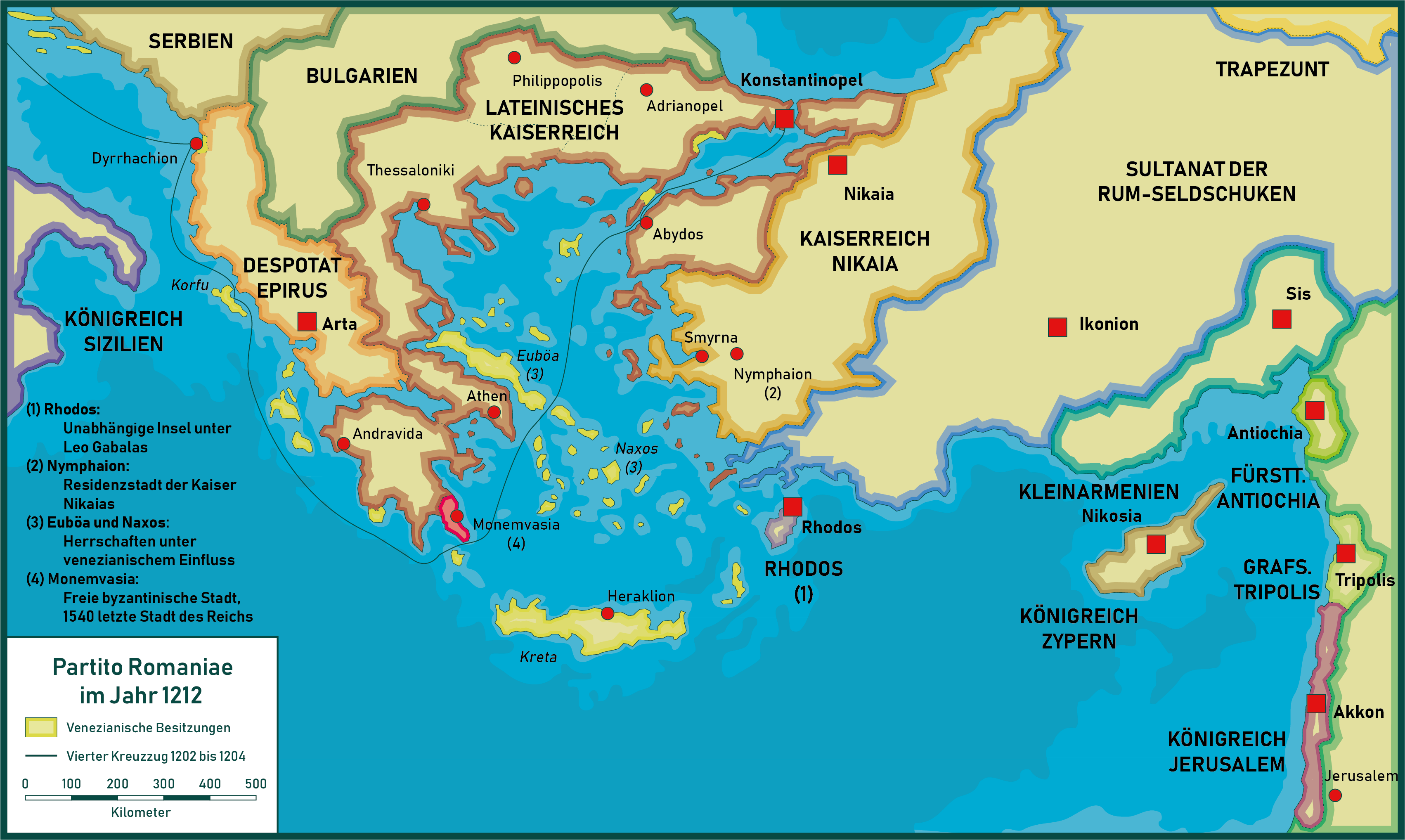
Das Lateinische Kaiserreich, die venezianischen Besitzungen und die griechischen Nachfolgerstaaten nach der Teilung im Jahr 1212.

Die Erstarkung Nikaias in den folgenden Jahrzehnten sorgte schließlich endgültig dafür, dass das Kaiserreich bald auf die unmittelbare Umgebung der Hauptstadt zusammenschrumpfte. Die lateinischen Kaiser gerieten auch in finanzielle Bedrängnis, zumal Venedig, das die Staatsfinanzen faktisch kontrollierte, keine oder nur geringe Hilfe leistete. Auch Konstantinopel, einst Juwel des Mittelmeerraumes, verfiel zusehends, während die Spannungen zwischen den katholischen Herrschern und ihren orthodoxen Untertanen immer mehr zunahmen. Die lateinischen Fremdherrscher hatten keinerlei Beziehung zu den griechischen Einwohnern und hatten weder für deren Mentalität noch für den orthodoxen Glauben Verständnis. Sie übten lediglich ihre administrative Funktion als Pro-Forma-Regierung eines fränkisch-venezianischen Kolonialregimes aus und unternahmen nichts für das Allgemeinwohl (etwa zur Erhaltung der Bausubstanz in der Hauptstadt oder zur Beseitigung der Kriegsschäden von 1204). In diesen Jahrzehnten wurde die Kluft zwischen dem griechisch-orthodoxen und dem römisch-katholischen Kulturkreis so tief, dass die meisten Griechen später eine Eroberung durch die Türken dem Pakt mit den „Lateinern“ vorzogen („lieber den Sultansturban als den Kardinalshut“).
Der Siegeszug Nikaias (erst Sicherung Kleinasiens gegen die Seldschuken, dann Eroberung größerer Teile des ehemaligen byzantinischen Festlandbesitzes in Europa) erreichte im August 1261 den Höhepunkt, als ein nikäisches Heer, eher zufällig, das fast unverteidigte Konstantinopel in einem Handstreich einnahm – das Gros der Streitkräfte des Lateinischen Kaiserreiches befand sich gerade auf einem Beutezug. Das Byzantinische Reich wurde damit restauriert, konnte jedoch nie wieder an seine alte Größe anknüpfen: Die Konzentration auf die Wiedereinnahme der Hauptstadt hatte das Augenmerk von den Türken abgelenkt, die in den folgenden Jahrzehnten den byzantinisch-kleinasiatischen Besitz überrannten.
Die Republik Genua übernahm die Rolle Venedigs (genuesisch-byzantinischer Vertrag von 1261) und unterstützte Byzanz dafür mit seiner Flotte. Die Fragmentierung des byzantinischen Herrschaftsraumes war damit zwar größtenteils wieder behoben (wiewohl sich fränkische und venezianische Besitzungen in der Ägäis und in Griechenland noch teilweise bis nach dem Fall Konstantinopels an die Türken 1453 hielten), doch blieben die reichspolitisch katastrophalen Folgen der Eroberung von 1204 wirksam: Byzanz war zu einer Macht zweiten Ranges geworden.

## Herrscherliste

### Lateinische Kaiser, 1204–1261
| Kaiser (Regierungszeit)                                                                                           | Mitkaiser und Regenten | Anmerkungen                                                    |
| --- | --- | -------------------------------------------------------------- |
| Haus Flandern | |                                                                |
| Balduin I. (1204–1205/06)                                                                                         | Regent: Heinrich von Flandern (1205–1206) | Vierter Kreuzzug (1202–1204) Schlacht von Adrianopel (1205)    |
| Heinrich (1206–1216)                                                                                              | |                                                                |
| Haus Courtenay | |                                                                |
| Peter (1216–1217/19)                                                                                              | Regent: Conon de Béthune (1216–1217) Regentin: Jolante von Flandern (1217–1219) | regierte nie                                                   |
| Robert (1219–1228)                                                                                                | Regent: Conon de Béthune (1219–1220) Regent: Giovanni Colonna (1220–1221) Regentin: Maria von Courtenay (1227–1228)                                                                          | Schlacht von Poimanenon (1224) Verlust von Thessaloniki (1224) |
| Balduin II. (1228–1261)                                                                                           | Regent: Narjot de Toucy (1228–1231) Mitkaiser: Johann von Brienne (1231–1237) Regent: Anseau de Cayeux (1237–1238) Regent: Narjot de Toucy (1238–1240) Regent: Philippe de Toucy (1245–1249) | Schlacht von Pelagonien (1259)                                 |
| Ende des Lateinischen Kaiserreichs nach der Rückeroberung von Konstantinopel 1261 durch Michael VIII. Palaiologos | |                                                                |

### Lateinische Titularkaiser (1261–1383)
- 1261–1274: Balduin II.
- 1274–1283: Philipp von Courtenay („Philipp I.“), dessen Sohn
- 1283–1308: Katharina von Courtenay („Katharina I.“), dessen Tochter
  - 1302–1308: Karl von Valois, deren Ehemann
- 1308–1346: Katharina von Valois („Katharina II.“), deren Tochter
  - 1313–1332: Philipp I. von Tarent („Philipp II.“), deren Ehemann
- 1346–1364: Robert von Tarent („Robert II.“), deren Sohn
- 1364–1373: Philipp II. von Tarent („Philipp III.“), dessen Bruder
- 1373–1383: Jakob von Baux, dessen Neffe

(Jakob von Baux vermachte seine Ansprüche an den Herzog Ludwig I. von Anjou, der auch Thronprätendent von Neapel war; Ludwig und seine Nachkommen haben den Kaisertitel nie geführt.)